# Anton Staus
Anton Staus (5 de septiembre de 1872, Heidelberg - 21 de julio de 1955, Pullach, Munich) fue un astrónomo alemán.
Staus estudió ingeniería mecánica en el Instituto de Tecnología de Karlsruhe. En 1904 se doctoró y luego trabajó como profesor. En 1899 se convirtió en ingeniero jefe. En 1914 fue nombrado profesor de la Escuela Nacional de Ingeniería en Esslingen. Por el estallido de la Primera Guerra Mundial al principio no ejerció. Se desempeñó con el rango de teniente en el frente occidental. En noviembre de 1918 fue capaz de reanudar su profesión de profesor en Esslingen. Aquí se ocupó, entre otras cosas, del motor térmico. Como resultado de una enfermedad que había sufrido en la guerra, se vio obligado a retirarse en 1930. Ese mismo año se trasladó a Pullach.
Además de los atascos de ingeniería mecánica intensamente ocupados con la astronomía y la mejora de telescopios y monturas de telescopios. Como un estudiante de secundaria que conoció a través de una amistad con el astrónomo Max Wolf en Heidelberg se había establecido como fotógrafo para el descubrimiento de asteroides.
Staus descubrió el 1 de septiembre 1892 en una placa fotográfica el asteroide (335) Roberta. Fue el duodécimo asteroide que fue descubierto por los medios fotográficos.
Su amplia experiencia, le llevó a publicar el libro Fernrohrmontierungen und ihre Schutzbauten, que apareció en 1952 y hasta hoy muchos astrónomos aficionados se siguen inspirando en él.